# 상기에현

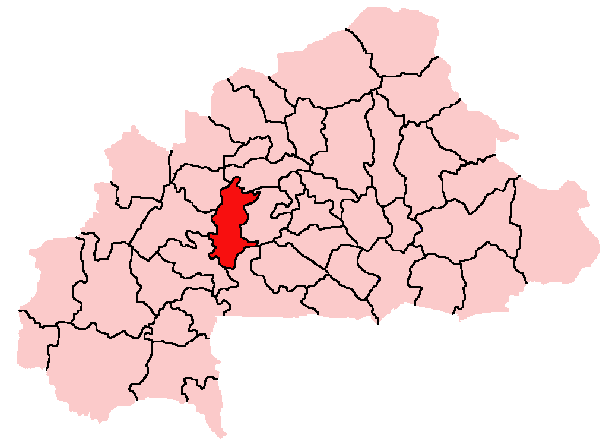
상기에현의 위치

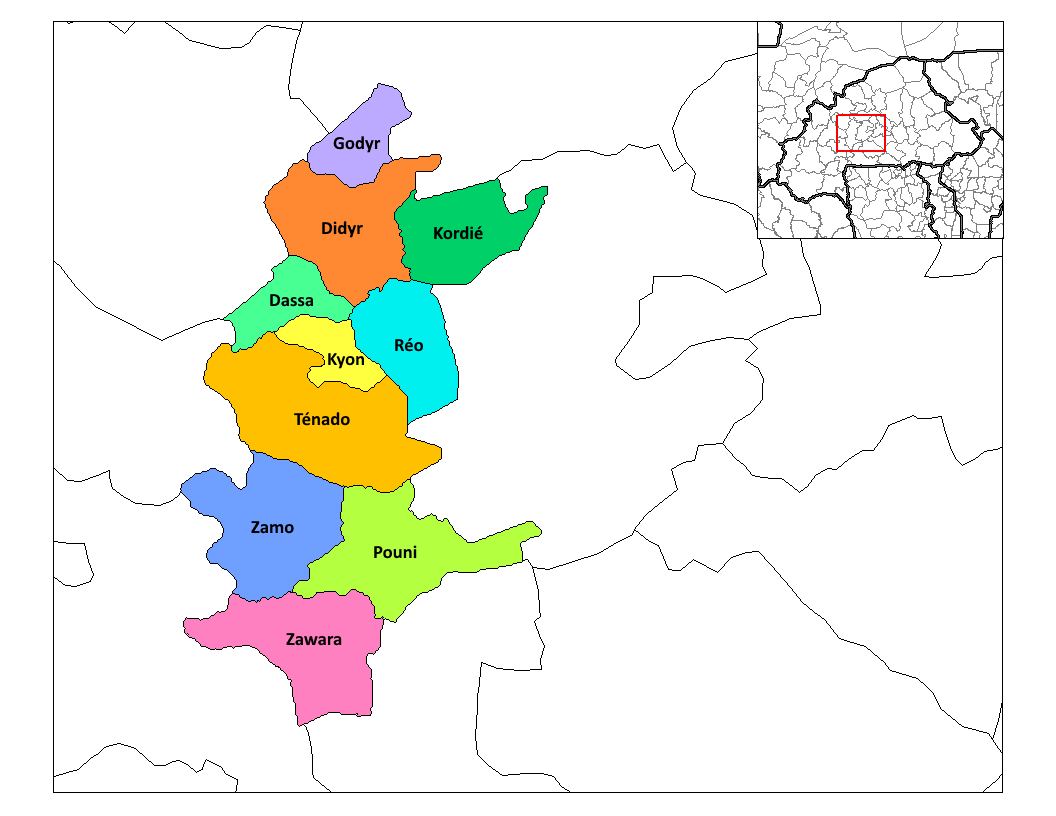
상기에현의 행정 구역

상기에현(프랑스어: Sanguié)은 부르키나파소 중서부주에 위치한 현으로, 현도는 레오이며 면적은 5,178km2, 인구는 297,230명(2006년 기준)이다. 9개 군(다사군, 디디르군, 고디르군, 키온군, 코르디군, 푸니군, 레오군, 테나도군, 자와라군)을 관할한다.

## 같이 보기
- 부르키나파소의 주
- 부르키나파소의 현